# Tokio Express
「Tokio Express」（トキオ・エクスプレス）は、1987年9月5日にトーラスレコードからリリースされた早見優の21枚目のシングル。

## 概要
表題曲「Tokio Express」は、早見本人が出演したコーセー化粧品「アブニール」1987年秋のキャンペーンCMソングとして使用された。タイアップの関係でリリースのタイミングが早められ、前作「Caribbean Night」から2か月後に発売されている。この曲はベスト・アルバム『YŪ's BEAT』に収録されているが、シングルとはアレンジの異なるバージョンとなっている。

## 収録曲
1. Tokio Express
作詞: 売野雅勇 / 作曲: 鈴木キサブロー / 編曲: 新川博
2. 素顔でニュートラル!
作詞: 澤地隆 / 作曲: 紅林やよい / 編曲: 西平彰